# Титанозухиды
Титанозухиды (лат. Titanosuchidae, буквально — крокодилы-титаны) — семейство растительноядных или всеядных синапсид из подотряда дейноцефалов.

## Классификация
В семейство включают 2 вымерших рода:
- Род Jonkeria Hoepen, 1916
- Род Titanosuchus Owen, 1876
  - Titanosuchus cloetei Broom
  - Titanosuchus ferox Owen

Кроме этих 2 родов, некоторые систематики включают в семейство роды Archaeosyodon и Microsyodon.

### Отдельные представители
Titanosuchus — плохо известное всеядное животное с низким черепом и довольно длинными конечностями. Длина до 2—2,5 метров, внешне несколько напоминал антеозавров типа титанофонеуса. Найден в «среднепермских» отложениях зоны Tapinocephalus Южной Африки.